# K-391 Bratsk
El K-391 Bratsk es un submarino de la clase Akula de la Armada rusa.

## Diseño
El Proyecto 971 tiene un diseño de doble casco. El cuerpo robusto está fabricado en acero aleado de alta calidad con σт = 1 GPa (10.000 kgf/cm²). Para simplificar la instalación del equipo, el barco se diseñó utilizando bloques zonales, lo que hizo posible transferir una cantidad significativa de trabajo desde las condiciones de hacinamiento de los compartimentos del submarino directamente al taller. Una vez finalizada la instalación, la unidad zonal se "enrolla" en el casco del barco y se conecta a los cables y tuberías principales de los sistemas del barco. Se utiliza un sistema de amortiguación de dos etapas: todos los mecanismos se colocan sobre cimientos amortiguados, además, cada unidad de zona está aislada del cuerpo por amortiguadores neumáticos de cuerda de goma. Además de reducir el nivel general de ruido de los submarinos nucleares, dicho esquema puede reducir el impacto de las explosiones submarinas en el equipo y la tripulación. El barco tiene una unidad de cola vertical desarrollada con una bola aerodinámica, en la que se encuentra la antena remolcada. También en el submarino hay dos propulsores reclinables y timones horizontales de proa retráctiles con flaps. Una característica del proyecto es la conexión acoplada sin problemas de la unidad de cola al casco. Esto se hace para reducir los remolinos hidrodinámicos que generan ruido.
El suministro de energía se lleva a cabo mediante una central nuclear. El barco líder, K-284 Akula, estaba equipado con un reactor nuclear refrigerado por agua a presión OK-650M.01. En pedidos posteriores, la AEU tiene mejoras menores. Algunas fuentes informan que los barcos posteriores están equipados con reactores OK-9VM. La potencia térmica del reactor es de 190 MW, la potencia del eje es de 50.000 litros. con. Dos motores eléctricos auxiliares en las columnas exteriores articuladas tienen una capacidad de 410 hp. con un generador diésel ASDG-1000.

## Construcción
El submarino se depositó el 22 de febrero de 1989 en el Astillero Amur, Komsomolsk del Amur. Botado el 14 de abril de 1989 y puesto en servicio el 29 de diciembre de 1989.

## Historial operativo
El 13 de enero de 1990, se izó la bandera naval de la URSS en el submarino.
El 28 de febrero de 1990, pasó a formar parte de la 45.ª División de Submarinos del 2.º FLPL de la Flota del Pacífico con base en Vilyuchinsk (Bahía Krasheninnikov). Durante 1990, se realizaron pruebas acústicas extendidas en el K-391, después de lo cual se realizaron varios trabajos en el submarino para eliminar el ruido del submarino. Por dominar nuevos equipos y armas, el Comandante Capitán 1.er Rango SA Golobokov y el Comandante Asistente Principal Capitán 2.º Rango S. M Igishev recibieron la Orden de Servicio a la Patria en las Fuerzas Armadas Soviéticas, 3.er grado.
Desde el 10 de septiembre hasta el 25 de noviembre de 1991, K-391 bajo el mando del capitán de segundo rango SM Igishev (capitán principal del primer RPGK KS Sidenko a bordo del ZKD) servicio de combate. Durante la ejecución de las misiones BS se realizaron 12 detecciones de submarinos extranjeros, con seguimiento continuo durante 380 horas. Este resultado sigue siendo un récord entre las fuerzas antisubmarinas de la Armada. Al finalizar este BS, 36 oficiales y suboficiales de la tripulación recibieron premios gubernamentales.
El 28 de abril de 1992, fue reclasificado como submarino nuclear de crucero. Durante 1992, se dispararon torpedos con equipo autoguiado, que fue adoptado por la Armada rusa en base a los resultados de estas pruebas.
El 13 de abril de 1993 recibió el nombre de Kit. Del 30 de septiembre al 31 de diciembre, realizando tareas de servicio de combate bajo el mando del Capitán de segundo rango SM Igishev (superior a bordo del Contralmirante Yu. V. Kirillov). El pasado 2 de diciembre se llevó a cabo por primera vez en la historia de la Armada el lanzamiento con éxito de dos misiles de crucero del sistema C-10 Granat con distintas misiones de vuelo desde una misma zona de combate, lo que fue muy apreciado por el mando de la flota.
El 1 de abril de 1994, el Kit K-391 fue retirado de las fuerzas de preparación permanente.
En febrero de 1996, el submarino fue aceptado por la tripulación del K-152 Nerpa, comandado por el Capitán de 2.º Rango SS Demin. Durante el desarrollo de las tareas de entrenamiento de combate, se descubrió un submarino nuclear de la clase Los Ángeles de la Marina de los EE. UU., el cual fue monitoreado durante cuatro horas. Durante el seguimiento, se estudiaron las tácticas de sus acciones y se elaboró un plan de guerra antisubmarina. Tras superar las tareas de entrenamiento del curso, la tripulación entró en 1.ª línea. El 25 de febrero de 1997, el submarino se incorporó a las fuerzas PG.
El 10 de septiembre de 1997, por orden del Código Civil de la Marina rusa, tras establecer lazos de patrocinio con la administración de la ciudad de Bratsk, el submarino recibió el nombre de Bratsk.
El 1 de mayo de 1998, el submarino se incluyó en el 10.º DPL del 2.º FLPL. El 1 de septiembre, la 10.ª División de Submarinos se reorganizó en la 16.ª OpEskPL.
En octubre de 2003, el submarino fue entregado al Centro de Reparación del Noreste (SVRT) para su reparación y modernización, y la tripulación fue reasignada al 201º DPRPL de la Flota del Pacífico.
Solo en 2008, el submarino se introdujo en el PD-71 para reparaciones.
En el verano de 2013, debido a la incapacidad de los SVRT para realizar reparaciones con modernización, se decidió reparar Bratsk en otra planta. En el verano de 2014, la planta Severodvinsk Zvezdochka fue seleccionada para el próximo trabajo.
El 26 de septiembre de 2014, K-391 Bratsk y K-295 Samara fueron entregados por el barco holandés Transshelf a lo largo de la Ruta del Mar del Norte desde Kamchatka a Severodvinsk .
Una inspección minuciosa en Severodvinsk del K-391 mostró que el estado del submarino era deficiente. Según una fuente del Ministerio de Defensa de Rusia, el submarino está en muy malas condiciones para ser renovado y, por lo tanto, será desguazado.